# Tre Amigos (musikalbum)
Tre Amigos är den svenska rapgruppen Just D:s fjärde album, det kom ut senhösten 1993.
Skivan hade producerats av Just D och spelats in under jamsessioner med Wille på gitarr, Pedda på bas och Gurra på trummor. Samplingarna fanns fortfarande kvar (exempelvis bygger Sug på den på Abba:s Man in the Middle), men de spelade en starkt underordnad roll. I efterhand är parallellerna till Beastie Boys' Check your head från 1992 uppenbara.
Gruppens framtoning var, som grunge-modet föreskrev, nerklädd. De kallade det själva för uteliggarlooken, och skivomslagen var också designade för att ge en air av kitsch och billighet. Albumets omslag pryddes av tre, lätt bedagade, herrar klädda i gruppmedlemmarnas typiska kläder. Musiken var förlagd på förlagen "WC Ljud", "G Punkt" och "Muggig Musik".
Joakim Thåström gör ett gästspel som refrängsångare på Sug på den, en låt full av förolämpningar.

## Texter
Texterna liknade rytm- och formmässigt mer vanlig rocklyrik än fria rhymes. De var rakt på och ofta ironiskt beskrivande av samtiden: det tidiga nittiotalets lågkonjunktur och tuffa klimat i Roliga tider och Droppar. Svarta får beskriver människor som alltid sticker ut. Texterna är också väldigt intresserad av fester, flykt och sprit (Full&dum, Innan dom stänger, Hög), liksom ämnen som onani (Banjo), att gå på toaletten (På muggen) samt den nu obligatoriska beskrivningen av gruppen (Tre amigos).

## Låtlista
1. Rädda Världen (Uztra Stredera)
2. Vart Tog Den Söta Lilla Flickan Vägen?
3. Sug På Den
4. På Muggen
5. Droppar
6. Cuervo Especial
7. Saker Som Får En Att "Ahhh"
8. Hög
9. Full&Dum
10. Svarta Får
11. Tre Amigos
12. Banjo
13. Krig
14. Roliga Tider
15. Innan Dom Stänger

## Mottagande
Dagens Nyheters recensent Nils Hansson skrev "En sorts rapmusik som hårdrockspublik likaväl som rapfans borde kunna omfamna. Extremt tidsenlig, men med en odiskutabel personlighet. Just D hör numera absolut hemma i den svenska rockeliten".

## Samplingar

### Rädda världen (Uztra Stredera)
- Skrik: Känoon (Wille Crafoord's första punkgrupp) [3]

## Listplaceringar
| Lista (1993-1994) | Topplacering |
| ----------------- | ------------ |
| Sverige           | 3            |

Albumet låg totalt 14 veckor på den svenska försäljningslistan, från vecka 48 1993 till vecka 9 1994. Den har hittills belönats med en guldskiva.